# Диденко, Виталий (художник)
Виталий Диденко (Vitaly Didenko; род. 1976, Туркменская ССР) — современный туркменский художник.

## Образование
- 1990—1992 — Школа дизайна города Ашхабада
- 1995, 1997—2001 — Государственная Академия художеств Туркменистана, декоративно-прикладное искусство, фак. керамики.
- 1996 — Новосибирская государственная архитектурно-художественная академия

## Творчество
Изобразительным искусством увлекся с раннего возраста, уже тогда отрицая реалистический взгляд на изображения. В первые годы работал в постмодернистской манере, вдохновляясь художниками западной Европы и США 40-80 годов. Участвовать в выставках начал с пятнадцати лет. Первая персональная выставка состояла из 80 выполненных в технике акварели, гуаши и монотипии работ. Во время учёбы и после окончания образования, в поисках собственного стиля, увлекается народными ремеслами, уделяя особое внимание ковроткачеству, кошмовалянию и гобелену, но не забывает и о своей основной специальности керамиста, создавая как серии работ из войлока, так и отдельные тематические ковры, при этом строго следуя традициям композиции и технологии туркменского ковроткачества. В 2006 году начинается новый этап в творчестве, где традиции уступают место технологиям. Создаётся серия работ под названием «Янтарная Комната», в которой Диденко экспериментирует с имитацией золота, применяя различные способы: от плёнок, имитирующих золото, и воска, до обыкновенного акрила и клея. Картины приобретают современную форму выражения, как в сюжете, так и в технике исполнения, объём. В работах художник начинает использоваться силикон, волосы, чистые пигменты, клей, дерево, шелковые и синтетические волокна.

## Персональные выставки
1995: Театр Оперы и Балета имени Махтумкули, Ашхабад, Туркменистан.

1996: Государственный художественный музей Туркменистана.

1999: Государственный художественный музей Туркменистана.

1999: «Керамика под открытым небом» на территории парка посольства Украины, Ашхабад, Туркменистан.

2001: Студия «Джума», Ашхабад, Туркменистан.

2002: Национальный Музей, Ашхабад, Туркменистан.

2003: Студия «Джума» (картины), Ашхабад, Туркменистан.

2004: Студия «Джума» (керамика и текстиль), Ашхабад, Туркменистан.

2004: Бизнес-центр, Ашхабад, Туркменистан.

2005: Студия «Джума», Ашхабад, Туркменистан.

2005: Выставочный зал в Министерстве Культуры и Телерадиовещания Туркменистана (фото), Ашхабад.

2006: Студия «Джума», Ашхабад, Туркменистан.

2006: Бизнес-центр, Ашхабад, Туркменистан.

2006: Выставочный зал в Министерстве Культуры и Телерадиовещания Туркменистана, Ашхабад.

2007: Студия «Джума», Ашхабад, Туркменистан.

2007: Выставочный зал в Министерстве Культуры и Телерадиовещания Туркменистана, Ашхабад.

## Участие в других выставках и награды
1997: Организация выставки Art and Shock в Новосибирском региональном музее, Россия, и участие в ней. 

1998: Второе место в конкурсе работ, организованном ООН к пятидесятилетию всеобщей декларации прав человека. 

1998: Участие в выставке работ студентов ГАХТа в Мешхеде и Тегеране, Иран.

2003: Организация выставки работ туркменских художников в Wimple Hall, Великобритания, и участие в ней.

2003: Семейная выставка в студии «Juma».

2003: Участие в выставке работ молодых художников в студии «Juma».

2004: Участие в ежегодной весенней выставке в Центральном Выставочном холле Туркменистана.

2004: Участие в выставке «Экология», Центральный дом художника, Москва.

2004: Участие в выставке «works on paper from Turkmenistan», Swan Mead Gallery, Лондон.

2004: Вошёл в Объединение Художников Туркменистана.

2004: Участие в выставке в музее Umau, Алма-Ата, Казахстан.

2004: Участие в выставке в Академии Искусств Центральной Азии, Бишкек, Кыргызстан.

2005: Участие в третьем международном биеннале мусульманских стран, Мешхед, Иран.

2005: Участие в выставке Хабитат, Центральный Дом Художника, Москва, Россия.

2005: Участие в фестивале ЮНЕСКО, «Cultural diversity and dialogue in Central Asia», Париж, Франция.

2005: Участие в выставке туркменских художников в художественной галерее «Mercer», Харрогейт, Великобритания.

2006: Участие в ежегодном весенней Ежегодной выставке Центрального дома художников, Москва, Россия.

2006: Участие в четвёртом международном биеннале мусульманских стран, Мешхед, Иран.

2007: Участие в Ежегодной выставке Центрального дома художников, Москва, Россия.

2007: Участие в выставке «Beyond the Caspian sea» в Asia House, Лондон, Великобритания.

2007: Участие в выставке «Beyond the Caspian sea» в художественной галерее Mercer, Харрогейт, Великобритания.